# MetalSucks
MetalSucks – amerykański internetowy magazyn muzyczny założony w 2006 roku przez Matta Goldberga i Bena Umanova, poświęcony recenzjom, wiadomościom, wywiadom i prezentacjom ze świata muzyki heavy metalowej.
Siedziba magazynu mieści się w Brooklynie (Nowy Jork), a jego dyrektorem naczelnym jest Frank Godla.

## Historia i profil
MetalSucks założyli w 2006 roku Ben Umanov (pseudonim Vince Neilstein) i jego przyjaciel, Matt Goldberg (pseudonim: Axl Rosenberg) jako opiniotwórczy blog poświęcony muzyce heavy metalowej. MetalSucks zdobywał nagrody branżowe, uruchomił własny podcast, a w 2011 roku był gospodarzem festiwalu muzycznego, Metal Suckfest. Pozostaje jedną z najczęściej czytanych stron metalowych w Internecie, a jego recenzje mają istotne znaczenie w tym gatunku. 
W zakresie reklam magazyn współpracuje z siecią stron heavy metalowych Blast Beat Network oferując miejsce zarówno dla wytwórni płytowych jak i niezależnych zespołów.
W 2009 roku, jeden z pracowników MetalSucks, Hand, przyczynił się do wycieku albumu Axe to Fall zespołu Converge. Po tym jak zespół wskazał go jako winnego wycieku, pracownik przyznał się do czynu, a MetalSucks wystosował w związku z tym oficjalne przeprosiny zapewniając przy tym, że wyciek ten nie był celowy i prosząc fanów zespołu o nie pobieranie albumu z sieci.
25 listopada 2013 roku MetalSucks założył swój kanał na YouTube, mający 150 tysięcy subskrybentów i notujący ponad 29,5 miliona wyświetleń (maj 2024).
W 2015 roku MetalSucks został wykupiony przez TMZ.com, spółkę zależną Time Warner. 
Od stycznia 2022 roku MetalSucks wspólnie z Blast Beat Network oraz magazynem Metal Injection należy do firmy The Orchard, będącej częścią Sony Music Entertainment). Wspólnym ich dyrektorem jest Frank Godla (założyciel Metal Injection w 2004 roku).

## Nagrody
- 2009 – nagroda Web Of Death Awards magazynu Metal Hammer w kategorii: Best Reviews[8].